# 혼다 도시마사 (오와리 혼다씨)
혼다 도시마사(일본어: 本多俊政, 1551년 ~ 1610년 4월 1일)는 센고쿠 시대부터 에도 시대 전기까지의 무장, 다이묘이다. 야마토 다카토리 번 초대 번주를 지냈다.
도시마사는 무로마치 막부 쇼군 아시카가 요시노리의 서자 아시카가 요시미의 서자 미즈노 요시즈미의 후손이다.
|  | 제1대 다카토리 번 번주 (오와리 혼다가) 1600년 ~ 1610년 | 후임 혼다 마사타케 |